# Birpur Barahi
Birpur Barahi (en népalais : वीरपुर बाराही) est un comité de développement villageois du Népal situé dans le district de Saptari. Au recensement de 2011, il comptait 6 504 habitants.